# Volèm Viure al País
El movimiento socialista occitano Volèm Viure al País (VVAP), en español Queremos vivir en el país, fue una plataforma o bloque popular con más de mil adheridos, de contenido de izquierdas y de defensa de campesinos y viticultores creado en 1974 con el resto de los comités de apoyo a Robèrt Lafont.
Se diferencia de Lucha Occitana por tener una organización más flexible (en comités locales ampliamente responsables y que autoriza la doble afiliación política). Tiene su sede en Alès y cuenta con los periódicos Volèm Viure al Païs, editado en Narbona, Front Occitan en Auric, L'Escoure en Gap, Naveth Monde en Burdeos y Vida Nova en Puegmainada (Provenza). 
El mismo año de su fundación elaboraron un proyecto de Estatuto de Autonomía de Occitania y participaron en algunas listas cantorales de la Union de la Gauche. Pero en 1975 entró en crisis a causa de los problemas provocados por la ruptura de la izquierda francesa. Durante el verano de 1975, el VVAP llevó a cabo la campaña Toristes defora! contra el turismo indiscriminado y poco respetuoso con el medio ambiente. 
En las elecciones generales de 1978, un único candidato del VVAP obtuvo el 2,57%, un socialista occitano independiente el 1,9% y el Movimiento socialista Autonomista el 4,1% en un distrito.
En 1979 adoptó posturas más nacionalistas, incidiendo más en la problemática local. Esto le hizo ganar adeptos en las zona vinícolas aunque sufrió escisiones obreristas como la del Front Occitan de l'Auta Garona (Frente Occitano de la Alta Gerona), de carácter local, en Toulouse. Aunque en las elecciones de 1978 los votos occitanistas no llegaron al 3%, por primera vez algunas de sus reivindicaciones fueron asumidas por los sindicatos (FDT i CGT). 
En octubre de 1980 el VVAP presentó en Narbona un nuevo proyecto de estatuto de autonomía en el que se daba especial importancia a la lengua y a la gestión de los recursos propios. En las elecciones de 1981 volvió a presentar un nuevo candidato a las presidenciales francesas, G. Alirol, aunque en general apoyaron al candidato socialista François Mitterrand. 
Poco a poco el partido se fue disolviendo y sus militantes se integraron en otras formaciones como Unió del Poble d'Oc (Unión del Pueblo de Occitania) y el Partit Occitan (Partido Occitano).
- Datos: Q9094787